# Distretto di Jiaxian
Il distretto di Jiaxian (甲仙區S, Jiǎxiān QūP) è un distretto della municipalità di Kaohsiung, situata a Taiwan.